# Ruedi Aebersold
Rudolf Aebersold (més ben conegut com a Ruedi Aebersold, nascut el 12 de setembre de 1954) és un biòleg suís considerat com un dels pioners en els camps de la proteòmica i la biologia de sistemes, en els quals ha desenvolupat noves tècniques per a la mesura de proteïnes en mostres complexes via espectrometria de masses.
Ruedi Aebersold és professor de biologia de sistemes a l'Institut de Biologia de Sistemes Molecular (IMSB) a l'Escola Federal Politècnica de Zuric (ETH Zürich), i és un dels fundadors de l'Institut de Biologia de Sistemes (ISB) de Seattle, Washington, on anteriorment va tenir el seu grup de recerca.
Ruedi Aebersold és conegut pel desenvolupament i aplicació de tècniques de proteòmica dirigida en el camp de la recerca biomèdica, amb la finalitat d'entendre la funció, interacció i localització de cada proteïna a la cèl·lula i els seus canvis en estats de malaltia. Amb aquesta finalitat, Ruedi Abersold ha fet contribucions significatives en el desenvolupament de mètodes de proteòmica digirida basats en la supervisió de fragments moleculars (Selected reaction monitoring, o SRM), i els mètodes d'adquisició independent de dades (Data independent acquisition, o DIA).
Ruedi Aebersold és també reconegut per les seves contribucions en el desenvolupament d'estàndards i programari de codi obert per a l'anàlisi i emmagatzematge de dades d'espectrometria de masses i proteòmica, i és un dels inventors de les tècniques quantitatives basades en etiquetes codificades per isòtops (Isotope-Coded Affinity Tag, o ICAT) tècnica de proteòmica, una tècnica per mesurar les quantitats relatives de proteïnes entre dues mostres utilitzant etiquetes amb isòtops estables de masses diferents per codificar-les i diferenciar-les.
Ruedi Aebersold és co-fundador i assessor científic de les empreses ProteoMediX i Biognosys.

## Honors i premis
- Premi d'HUPO 2005.
- Medalla Buchner Medalla 2006.
- Premi de l'ABRF 2008.
- Herbert A. Sober Lectureship 2010.[12]
- Premi Otto Naegeli 2010.[13]
- Premi de la Medalla Thomson 2012.[14]
- Llistat #1 en la 2015 llista de "persones més influents en les ciències analítiques" (pel Analytical Scientist).[15]